# سیارک ۲۳۶۸۵
سیارک ۲۳۶۸۵ (به انگلیسی: 23685 Toaldo، نامگذاری:1997JV) بیست و سه هزار و ششصد و هشتاد و پنجمین سیارک کشف شده‌است که در ۱ مه ۱۹۹۷ کشف شد.